# 鈴木博之
鈴木 博之（すずき ひろゆき、1945年5月14日 - 2014年2月3日）は、日本の建築史家。工学博士（東京大学・1984年）（学位論文「ヴィクトリアン・ゴシックの崩壊過程の研究」）。東京大学名誉教授。2005年紫綬褒章受章。位階は正四位、勲等は瑞宝中綬章。
東京大学工学部教授、東京大学大学院工学系研究科教授、青山学院大学総合文化政策学部教授、博物館明治村館長、公益財団法人明治村副理事長などを歴任した。

## 来歴
東京都生まれ。文京第一中学校、都立小石川高校を経て、1968年、東京大学工学部建築学科を卒業、大学院に進む。1974年に東京大学工学部の専任講師となる。1974年から1975年にかけて、ロンドン大学附属コートールド美術研究所に留学していた。東京大学工学部の助教授を経て教授に就任し、建築学科にて教鞭を執る。そののち、東京大学大学院工学系研究科の教授として、建築学専攻で教鞭を執る。また、ハーバード大学や早稲田大学にて客員教授も務めた。2005年には、紫綬褒章を受章した。
2009年に定年退職し、青山学院大学の総合文化政策学部にて教授に就任した。また、2010年4月1日からは、愛知県犬山市にある博物館明治村の館長も務めていた。
2012年、国立競技場のデザインコンペで、旧知の安藤忠雄審査委員長らと共に、審査に加わった。その後の2013年の講演では「当選案のザハ案は、その技術的挑戦課題も含め、（丹下健三の）代々木体育館へのオマージュとも解釈でき、圧倒的に優れていた」と語った。最終審査（二次投票）の際に17番のザハ案を1位に選んだのは10名中4名（鈴木教授 と安藤と利活用グループ都倉俊一と外国人審査委員1名の事前評価と）だった。『建築ジャーナル』2014年1月号では「やすい仮設ばかりを金科玉条として追求するのでは、未来に対する文化的遺産を形成することはできない」との見解も示した。
2014年2月3日午前8時59分、肺炎のため東京都内の病院で死去。68歳没。同日付で瑞宝中綬章を授与された。また、同時に正四位が授与された。

## 研究
1984年、「ヴィクトリアン・ゴシックの崩壊過程の研究」により工学博士の学位を取得した。また、1985年、「建築の七つの力」により芸術選奨新人賞を受賞した。1990年、『東京の「地霊（ゲニウス・ロキ）」』によりサントリー学芸賞を受賞した。2000年以降の東京駅八重洲口や丸の内の再開発によって建てられたオフィスビルを「ビジネススーツ・ビル」と呼称したことでも知られる。特徴は抑えた色調、縦のストライプが目立つ外装、ダブルスキンと呼ばれるガラスの二重構成などがある。

## 家族・親族
妻は美術史学者の鈴木杜幾子である。

## 略歴
- 1945年 - 東京都にて誕生。
- 1968年 - 東京大学工学部卒業。
- 1974年 - 東京大学工学部講師。
- 1974年 - ロンドン大学附属コートールド美術研究所留学。
- 1978年 - 東京大学工学部助教授。
- 1990年 - 東京大学工学部教授。
- 1993年 - ハーバード大学客員教授。
- 1997年 - 日本建築学会副会長。
- 2000年 - 早稲田大学客員教授。
- 2009年 - 青山学院大学総合文化政策学部教授。
- 2010年 - 博物館明治村館長。
- 2014年 - 東京都にて死去。

## 賞歴
- 1985年 - 芸術選奨新人賞。
- 1990年 - サントリー学芸賞。

## 栄典
- 2005年 - 紫綬褒章[15]。
- 2014年 - 瑞宝中綬章。
- 2014年 - 正四位。

## 著書
- 『建築の世紀末』晶文社 1977年
- 『建築は兵士ではない』鹿島出版会 1980年
- 『ジェントルマンの文化 建築から見た英国』日本経済新聞社 1982年
- 『建築の七つの力』鹿島出版会 1984年
- 『空間を造る 現代建築への招待』「NHK市民大学」日本放送出版協会 1986年
- 『夢のすむ家 20世紀をひらいた住宅』平凡社 1989年／白揚社（新版） 2014年
- 『東京の「地霊」』文藝春秋 1990年／文春文庫 1998年／ちくま学芸文庫 2009年
- 『建築家たちのヴィクトリア朝 ゴシック復興の世紀』平凡社 1991年
- 『明治の洋館100選－今見ておきたい、全国に残る名建築』講談社 1992年
- 『ロンドン－地主と都市デザイン』ちくま新書 1996年
- 『ヴィクトリアン・ゴシックの崩壊』中央公論美術出版 1996年
- 『見える都市/見えない都市－まちづくり・建築・モニュメント』 岩波書店〈岩波近代日本の美術 3〉 1996年
- 『日本の〈地霊〉』講談社現代新書 1999年／角川ソフィア文庫 2017年。解説隈研吾
- 『日本の近代10 都市へ』中央公論新社 1999年／中公文庫「シリーズ日本の近代」 2012年
- 『現代建築の見かた』王国社 1999年
- 『現代の建築保存論』王国社 2001年
- 『都市の記憶』白揚社 2002年
- 『都市のかなしみ 建築百年のかたち』中央公論新社 2003年
- 『場所に聞く、世界の中の記憶』王国社 2005年
- 『建築の遺伝子』王国社 2007年
- 『函館の近代建築遺産 その保存と継承に関して 合同公開講座函館学2010』
キャンパス・コンソーシアム函館・事務局〈函館学ブックレット〉 2011年
- 『世界遺産をもっと楽しむための西洋建築入門』JTBパブリッシング〈楽学ブックス〉 2013年
- 『庭師小川治兵衛とその時代』東京大学出版会 2013年
- 『保存原論 日本の伝統建築を守る』市ケ谷出版社 2013年
- 『建築　未来への遺産』東京大学出版会 2017年。選集、伊藤毅編

## 共編著
- 『現代建築家』 石井和紘共著 晶文社 1982年
- 『日本の現代建築 1958〜1983』 講談社 1984年
- 『現代建築の発想 アール・ヌーヴォーからCADまで』 共著 丸善 1989年
- 『図面でみる都市建築の明治』 初田亨共編 柏書房 1990年
- 『図面でみる都市建築の大正』 初田亨共編 柏書房 1992年
- 『新建築学大系 5 近代・現代建築史』 山口広共著 彰国社 1993年
- 『建築ガイド・都市ガイド 東京圏』 野澤康、山田学共編著 彰国社 1998年
- 『図説年表西洋建築の様式』 彰国社 1998年
- 『図面でみる都市建築の昭和』 初田亨共編 柏書房 1998年
- 『伊東忠太を知っていますか』 王国社 2003年
- 『シリーズ都市・建築・歴史』 全8巻 石山修武、伊藤毅、山岸常人共編　東京大学出版会 2005年-2006年
- 『復元思想の社会史』 建築資料研究社 2006年
- 『元勲・財閥の邸宅』 JTBパブリッシング 2007年
- 『近代建築史』 五十嵐太郎、横手義洋共著 市ヶ谷出版社 2008年

## 翻訳
- J.サマーソン『天上の館』 鹿島研究所出版会 1972年
- R.ランダウ『イギリス建築の新傾向』 鹿島研究所出版会 1974年
- J.サマーソン『古典主義建築の系譜』 中央公論美術出版 1976年
- アンリ・ステアリン『図集世界の建築』 鹿島出版会 1979年
- ニコラウス・ペヴスナー『美術・建築・デザインの研究』全2巻、鈴木杜幾子共訳 鹿島出版会 1980年
- ニコラウス・ペヴスナー『ラスキンとヴィオレ・ル・デュク ゴシック建築評価における英国性とフランス性』 中央公論美術出版 1990年
- クリス・ブルックス『岩波世界の美術 ゴシック・リヴァイヴァル』 豊口真衣子共訳 岩波書店 2003年

### 監訳
- ニコラウス・ペヴスナーほか『世界建築事典』 鹿島出版会、1984年
- ビル・レーシー編『現代・世界の建築家100人　ドローイング＆スケッチ』 同朋舎出版、1992年
- ヴィトールド・リブチンスキー『建築の見かた』 白揚社、2004年
- ニール・スティーブンスン『世界名建築物の謎』海後礼子訳、ゆまに書房 2002年
- ジョアン・オクマン編『グラウンド・ゼロから　災害都市再創造のケーススタディ』 鹿島出版会 2008年